# Michael Edwards (actor)
Michael David Edwards (Pensacola, 16 de septiembre de 1944) es un actor y modelo estadounidense. Apareció brevemente como un adulto John Connor en la película Terminator 2: el juicio final (1991).

## Carrera
Comenzó su carrera como mejor modelo antes de actuar como Rick Lacy en la obra de teatro Play It As It Lays en 1972. Apareció brevemente como un adulto John Connor en la película Terminator 2: el juicio final (1991). En 2021, después de 30 años, interpretó a este personaje nuevamente en el cortometraje fan film Skynet.

## Vida personal
Nació en Pensacola, Florida. En los años 1962-1966 sirvió en el Cuerpo de Marines de los Estados Unidos.
Edwards tiene una hija nacida en 1967 de su matrimonio con Grace Ward. De 1978 a 1984, fue novio de Priscilla Presley. Después de que se separaron, escribió un libro titulado Priscilla, Elvis and Me (1988). La relación con Presley terminó después de que Edwards comenzó a desarrollar sentimientos por la hija adolescente de Presley, Lisa Marie Presley, sentimientos que Edwards admitió en el libro. Lisa Marie informó en una entrevista de 2003 con Playboy que Edwards, ebrio, intentaba entrar en su habitación y ser «inapropiado» con ella.

## Filmografía

### Cine
| Año  | Título                               | Papel               | Notas    |
| ---- | ------------------------------------ | ------------------- | -------- |
| 1981 | Mommie Dearest                       | Ted Gelber          |          |
| 1987 | Superstar: The Karen Carpenter Story | Richard Carpenter   |          |
| 1991 | Terminator 2: el juicio final        | General John Connor |          |
| 1996 | The Sweeper                          | Ramirez             |          |
| 1997 | The Outsider                         | Ladd                |          |
| 2021 | Skynet                               | General John Connor | Fan film |

### Televisión
| Año  | Título               | Papel  | Notas                                  |
| ---- | -------------------- | ------ | -------------------------------------- |
| 1992 | Beverly Hills, 90210 | Grip   | 1 episode, «The Kindness of Strangers» |
| 1993 | Frasier              | Almond | 1 episode, «Selling Out»               |
| 1996 | Silk Stalkings       | Digger | 1 episode, «Compulsion»                |